# Archipiélago de Tokio
El archipiélago de Tokio (東京諸島 Tokyo-shotō?), también conocido como departamento insular de la metrópolis de Tokio (東京都島嶼部 Tōkyō-to-tōshobu?) o Islas Izu-Ogasawara  (伊豆・小笠原諸島 Izu-Ogasawara-shotō?), es la parte insular de la metrópoli de Tokio, ubicado al sur de los 23 Barrios Especiales.

## Municipios que lo conforman
- Ōshima
- To-shima
- Niijima
- Kōzushima
- Miyake
- Mikurajima
- Hachijō
- Aogashima
- Ogasawara